# Pholcus madeirensis
Pholcus madeirensis is een spinnensoort uit de familie trilspinnen (Pholcidae). De soort komt voor op de Madeira.